# Suthirat Wongtewan
Suthirat Wongtewan (Thai: สุธิราช วงศ์เทวัญ) (17 de agosto de 1979), fue un Luk thung cantante tailandés, popular entre los años 1997 y 2009.

## Biografía
Nacido el 17 de agosto de 1979, nació en la provincia de Chang Chai Nat, es conocido en su país como "Kung".

## Discografía

### Canciones
- 1997 - Khor Pen Pra-Ek Nai Hua Jai Ther
- 2009 - The Phi Ban Prai